# Alcyonidium vermiculare
Alcyonidium vermiculare är en mossdjursart som beskrevs av Okada 1925. Alcyonidium vermiculare ingår i släktet Alcyonidium och familjen Alcyonidiidae. Inga underarter finns listade i Catalogue of Life.